# Larry Boston
Lawrence D. Boston, (nacido el 18 de mayo de 1956 en Cleveland, Ohio) es un exjugador de baloncesto estadounidense. Con 2.03 de estatura, su puesto natural en la cancha era el de ala-pívot.